# Lepanthes guatemalensis
Lepanthes guatemalensis är en orkidéart som beskrevs av Rudolf Schlechter. Lepanthes guatemalensis ingår i släktet Lepanthes och familjen orkidéer. Inga underarter finns listade i Catalogue of Life.